# Lactarius subpiperatus
Lactarius subpiperatus é um fungo que pertence ao gênero de cogumelos Lactarius na ordem Russulales. Foi descrito primeiro por Hongo em 1964 com o nome de Lactifluus subpiperatus, mais tarde, em 2012, foi movido para o gênero Lactarius por Verbeken.